# Tranvia Colonia Jardín-Aravaca
La tranvia Colonia Jardín-Aravaca è una metrotranvia della rete tranviaria di Madrid a servizio della città di Madrid e del comune limitrofo di Pozuelo de Alarcón. Classificata come Metro Ligero 2 o Linea ML2 (abbreviato in ML2), è gestita dalla Metro Ligero Oeste come la tranvia Madrid-Boadilla (ML3), con il quale condivide il capolinea di Colonia Jardín.
È l'unica delle tre linee metrotranviarie della capitale spagnola a non incrociare mai il traffico viario a raso.
La linea è stata inaugurata nel 2007, analogalmente alle altre due linee della rete tranviaria di Madrid.

## Caratteristiche
La linea è una tranvia in sede separata a doppio binario elettrificato in corrente continua da 750 V e scartamento normale, lunga complessivamente 8,7 chilometri. Il gestore è Metro Ligero Oeste S.A.
La tranvia viaggia per la maggior parte del suo percorso in superficie, eccezion fatta per il capolinea meridionale di Colonia Jardín, un breve tratto tra le stazioni di Prado de la Vega e Colonia de los Ángeles, la stazione Somosaguas Sur e la stazione Avenida de Europa.
Partendo dal capolinea meridionale di Colonia Jardín, subito dopo il bivio per Boadilla de Monte, infrastruttura utilizzata dalla ML3, si incontra uno dei due viadotti della tranvia. L'altro viadotto lo si incontra appena prima della stazione Campus de Somosaguas, stazione che permette l'accesso all'omonimo campus universitario.
Tutta l'infrastruttura è costruita nel comune di Pozuelo de Alarcón, esclusi i capolinea che si trovano entrambi nel comune di Madrid. Entrambi i capolinea permettono interscambi con il sistema di trasporto di Madrid: alla stazione Colonia Jardín è possibile interscambiare con la linea ML3 della rete tranviaria e con la linea 10 della metropolitana di Madrid; alla stazione di Aravaca è possibile interscambiare con le linee C7 e C10 delle Cercanías di Madrid.

## Materiale rotabile
I mezzi impiegati sulla linea sono gli Alstom Citadis, analoghi a quelli utilizzati sulle altre linee tranviarie della città, nonché sulla tranvia di Parla.